# Општина Чуперчени (Телеорман)
Чуперчени (рум. Ciuperceni) општина је у Румунији у округу Телеорман.
Oпштина се налази на надморској висини од 27 m.